# Mohammad Khatami
Seyed Muhammad Khatami (em persa: سید محمد خاتمی, AFI: [sejˈjed mohæmˈmæde xɒːtæˈmiː]; Ardakan, 29 de setembro de 1943), é um intelectual e político iraniano. Além do seu idioma nativo, o persa, fala árabe, inglês e alemão. Foi ministro da cultura nos anos 1980 e 1990 e presidente do Irã entre  2 de agosto de 1997 e  3 de agosto de 2005,  eleito em 23 de maio de 1997 e reeleito em 2001. Foi sucedido no cargo por Mahmoud Ahmadinejad, eleito em  24 de junho de 2005.
Quando eleito, recebeu o apoio de mulheres e jovens, em razão de sua plataforma liberalizante e reformista. Internamente, defendeu a liberdade de expressão, a tolerância - tendo em conta particularmente as demandas das mulheres e dos jovens do Irã - e o fortalecimento da sociedade civil; e, externamente, mostrou-se favorável a manter relações diplomáticas "construtivas" com os demais estados da Ásia e com a União Europeia, com abertura aos investimentos estrangeiros. Khatami foi eleito com quase 70 % dos votos.
Em fevereiro de 2009, Khatami anunciou que concorreria às eleições presidenciais de 2009. Em 16 de março, renunciou à candidatura em favor de seu amigo e conselheiro, o ex-Primeiro-Ministro Mir Hussein Mussavi.
Em outubro de 2009, Mohammad Khatami e o filósofo iraniano Dariush Shayegan receberam o Prêmio Diálogo Global, da Universidade de Aarhus, Dinamarca, que o reconhecimento de contribuições relevantes para a comunicação e cooperação globais.
Um dos principais líderes da oposição reformista do Irã, Khatami tornou-se alvo da linha dura iraniana, por ter apoiado Mir Hussein Mussavi e as denúncias de fraude na eleição presidencial de junho de 2009. Uma onda maciça de protestos da oposição e pró-reforma provocou uma dura repressão do governo, que resultou em 80 manifestantes mortos, além de centenas de oposicionistas e jornalistas presos. Entre agosto de 2009 e abril de 2010, cerca de doze pessoas foram condenadas à morte e mais de 80 a penas que variam entre seis meses e 15 anos de prisão. A linha-dura iraniana também pediu a prisão, julgamento e execução de Khatami. Em abril de 2010, o governo impediu Khatami de viajar para o exterior, a fim de participar de uma conferência sobre desarmamento nuclear, em Hiroshima, no Japão.

## Biografia
Khatami graduou-se em Filosofia ocidental na Universidade de Isfahan, mas interrompeu seus estudos de mestrado em Educação, na Universidade de Teerã, para estudar Ciências Islâmicas em Qom. Depois de sete anos completou os cursos até o mais alto nível, Ijtihad. Tempos depois, foi para a Alemanha, a fim de dirigir o Centro Islâmico de Hamburgo, cargo que ocupou até a Revolução iraniana.
Antes de assumir o cargo de Presidente, Khatami foi membro do Parlamento de 1980 a 1982; supervisor do Instituto Kayhan; Ministro de Cultura (de 1982 a 1986, e de 1989 até o 24 de maio de 1992, quando renunciou); diretor da Biblioteca Nacional do Irã de 1992 a 1997 e membro do Conselho Supremo da Revolução Cultural. Adicionalmente é membro e presidente do Conselho Central da Associação dos Clérigos Militantes.

### Presidência
Khatami é considerado o primeiro presidente reformista do Irã, porque preconizava o império da Lei, a democracia e a inclusão de todos os iranianos no processo de tomada de decisões políticas. No entanto, suas políticas reformistas provocaram várias disputas com os líderes islâmicos conservadores, que controlavam poderosas estruturas governamentais. Khatami perdeu muitas dessas disputas e, ao final de sua presidência, muitos de seus seguidores se viram desiludidos. Como presidente, de acordo com o sistema político iraniano, Khatami estava subordinado ao Líder Supremo, e não tinha autoridade legal sobre muitas instituições  importantes, tais como as forças armadas, além da rádio e da televisão estatais.
Khatami apresentou ao Parlamento as chamadas "declarações gêmeas" durante sua administração. Esses dois documentos legislativos trariam pequenas, porém importantes mudanças à legislação eleitoral do Irã, e ademais apresentavam uma clara definição do poder do Presidente para prevenir violações à Constituição por parte das instituições estatais. Khatami descreveu pessoalmente as "declarações" como a chave para o avanço das reformas em Irã. As declarações foram aprovadas pelo Parlamento mas foram depois vetadas pelo Conselho dos Guardiões.

#### Políticas econômicas
Em seu governo, Khatami deu continuidade ao esforço do governo anterior para industrializar o país. No plano macroeconômico, manteve as políticas liberais de Rafsanjani. Por esse motivo muitos críticos de seu governo o acusam de ter sido negligente com a economia e priorizar a política. Em 10 de abril de 2005, Khatami mencionou o desenvolvimento econômico, as operações a grande escala do setor privado na economia iraniana, e o crescimento econômico de 6% entre os pontos fortes de seu governo.

#### Política exterior
Durante a presidência de Khatami, a política exterior de Irã passou de confrontadora a conciliadora, recusando o suposto choque de civilizações e promovendo o Diálogo entre civilizações. Em novembro de 1998, através da resolução GA/RES/53/22, a Assembleia Geral das Nações Unidas proclamou o ano de 2001 como o Ano do Diálogo entre Civilizações, por sugestão de Khatami.  Em conseqüência, as relações internacionais de Irã melhoraram, exceto com os Estados Unidos, devido à desconfiança mútua.
Entre as figuras com as quais Khatami se reuniu, constam o papa João Paulo II, Koichiro Matsuura, Jacques Chirac, Johannes Rau, Vladimir Putin, Abdelaziz Bouteflika e Hugo Chávez.
Depois do terremoto em Bam, no 2003, o governo iraniano recusou a oferta de ajuda de Israel. Em 8 de abril de 2005, durante o funeral de João Paulo II, Khatami se sentou junto ao primeiro-ministro de Israel Moshe Katsav, uma vez que o cerimonial decidiu que os locais a serem ocupados pelos líderes respeitariam a ordem alfabética. Tempo depois, Katsav - que nasceu no Irã, na mesma província que Kathami - assegurou que os dois apertaram as mãos e conversaram. Este fato pode ter sido o primeiro contato entre Irã e Israel desde que seus laços diplomáticos se cortaram em 1979. No entanto, quando regressou ao Irã, Khatami foi duramente criticado pelos conservadores por ter "reconhecido" Israel ao falar com seu Presidente. Em conseqüência, os meios estatais reportaram que Khatami negava veementemente as declarações do presidente de Israel.

### Fa(c)tos relevantes 2005-2006
- 2 de setembro de 2005: o Secretário Geral das Nações Unidas, Kofi Annan, designa  Khatami como membro da Aliança de Civilizações
- 28 de setembro de 2005: Khatami se retira, depois de 29 anos de serviço no governo
- 14 de novembro de 2005: Khatami exorta os líderes religiosos lutar pela abolição das armas químicas e biológicas.
- 30 de janeiro de 2006: Khatami inaugura o "Centro Internacional de Diálogo entre Civilizações"
- 28 de fevereiro de 2006: no II Fórum da Aliança de Civilizações (UN Alliance of Civilizations Forum), promovido pelas Nações Unidas em Doha, Qatar, Khatami declara que "o holocausto é um fato histórico" e que Israel fez "um mau uso deste fato histórico, com a perseguição ao povo palestino"
- 7 de setembro de 2006: durante uma visita a Washington, defende o diálogo entre Estados Unidos e Irã. [7]

## Diálogo entre civilizações
Muhammad Khatami apresentou a teoria do Diálogo entre Civilizações como resposta à teoria do Choque de civilizações de Huntington. Depois de apresentar o conceito de sua teoria a várias organizações internacionais, incluindo as Nações Unidas. a teoria ganhou apoio internacional. Como defensor da moralização da política, Khatami declarou que "a tradução do diálogo entre civilizações na política consistiria em argumentar que a cultura, a moral e a arte devem prevalecer na política".

## Prêmios e honrarias
- Medalha de ouro da Universidade de Atenas
- Medalha especial do Congresso dos Deputados de Espanha; chave de Madrid
- Doutor honoris causa da Universidade de Moscou de Relações Internacionais
- Doutor honoris causa da Universidade Estatal de Moscou
- Doutor honoris causa do Tóquio Institute of Technology
- Doutor honoris causa da Universidade de Delhi
- Doutor honoris causa da Academia de Ciência do Azerbaijão
- Doutor honoris causa em Ciências Políticas da Universidade do Líbano
- Medalha e placa de honra da International Federation for Parent Education
- Doutor honoris causa da Nilein University do Sudão
- Doutor honoris causa da University of St Andrews, Escócia
- Prêmio Diálogo Global da Universidade de Aarhus, Dinamarca (dividido com Dariush Shayegan)